# Jüdisches Lexikon
Das Jüdische Lexikon ist ein deutschsprachiges vierbändiges Nachschlagewerk zum Judentum.

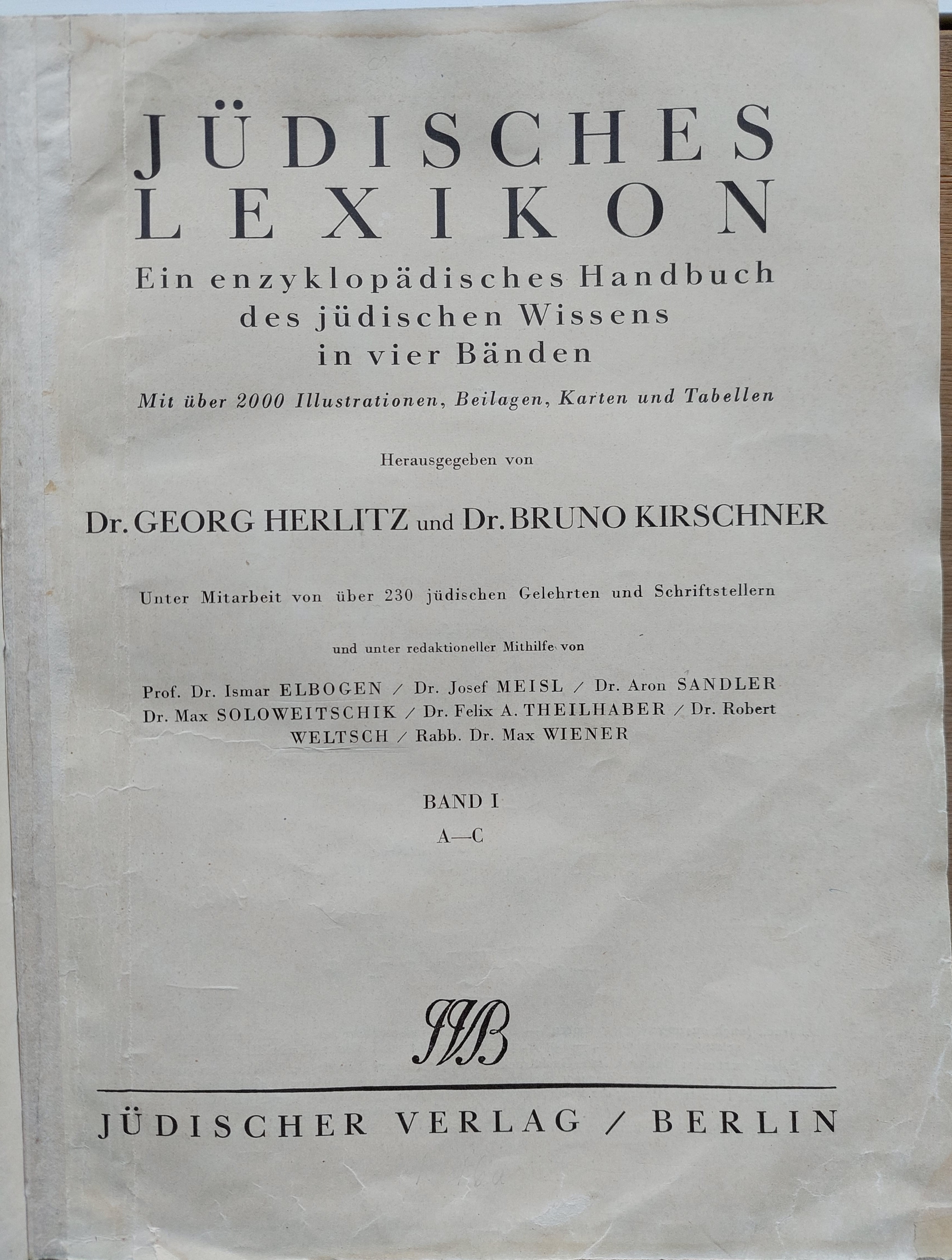
Band I (1927)

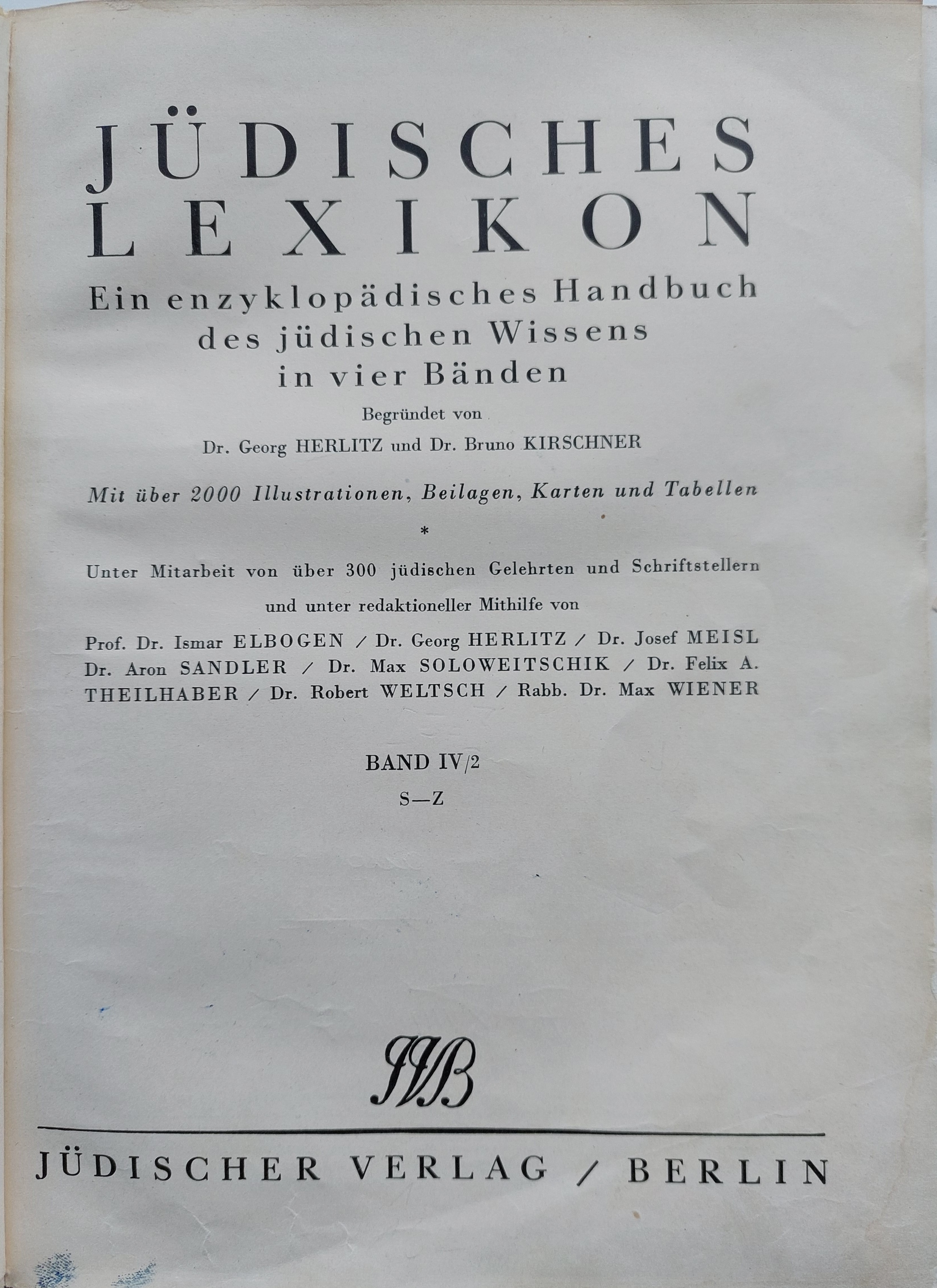
Band IV,2 (1930)

## Geschichte
Das Nachschlagewerk erschien von 1927 bis 1930 unter dem Titel Jüdisches Lexikon. Ein enzyklopädisches Handbuch des jüdischen Wissens in vier Bänden (Band vier besteht aus zwei Teilbänden). Es wurde begründet von Georg Herlitz und Bruno Kirschner (Bruno Kirschner war Mitarbeiter bis zum April 1928 und Mitherausgeber nur für Band 1) in Berlin im Jüdischen Verlag. Über 300 ausschließlich jüdische Gelehrte und Schriftsteller beteiligten sich an der Erstellung des Lexikons, dazu zählten u. a. Ismar Elbogen, Joseph Meisl, Aron Sandler, Max Soloweitschik, Felix A. Theilhaber, Robert Weltsch und Max Wiener.
Das Lexikon ist bis heute das umfangreichste vollständige deutschsprachige Nachschlagewerk mit dieser Themenstellung geblieben. Weitaus umfangreicher und wissenschaftlicher angelegt war jedoch die deutschsprachige Encyclopaedia Judaica, von der von 1928 bis 1934 nur zehn von fünfzehn Bänden (A–Lyra) erscheinen konnten.
Das Jüdische Lexikon ist vollständig digitalisiert und online abrufbar.

## Ausgabe
- Georg Herlitz, Bruno Kirschner (Hrsg.): Jüdisches Lexikon. Ein enzyklopädisches Handbuch des jüdischen Wissens in vier Bänden. Jüdischer Verlag, Berlin 1927–1930. (Bd. 1: „A–C“, 1927; Bd. 2: „D–H“, 1928; Bd. 3: „Ib–Ma“, 1928; Bd. 4.1: „Me–R“, 1930; Bd. 4.2: „S–Z“, 1930) [Nachdruck der 1. Auflage: Athenäum Verlag, Frankfurt am Main 1987, ISBN 3-610-00400-2].